# The World Turned Upside Down
The World Turned Upside Down est une ballade anglaise écrite au milieu des années 1640 sur la mélodie de When the King enjoys his own again pour protester contre la politique du Parlement d'Angleterre relative à la célébration de Noël. 
Le Parlement estime en effet que Noël est une occasion solennelle et interdit les célébrations traditionnelles anglaises, trop étroitement associées au catholicisme.